# Jacobus Venter

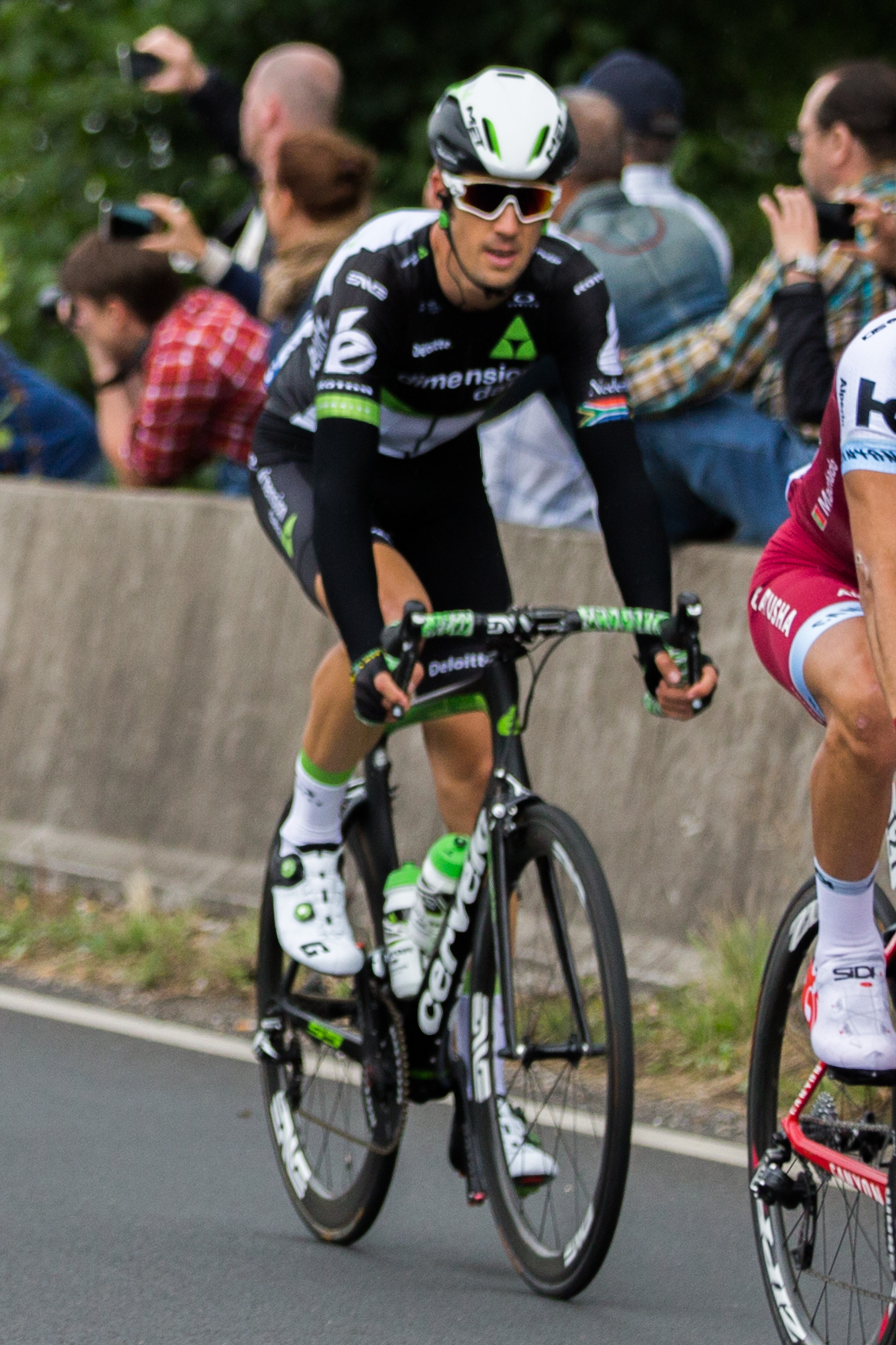
Jaco Venter bei der Tour de France 2017

Jacobus „Jaco“ Venter (* 13. Februar 1987 in Stellenbosch) ist ein ehemaliger südafrikanischer Radrennfahrer.

## Sportliche Laufbahn
Jaco Venter wurde 2005 südafrikanischer Vizemeister im Straßenrennen der Juniorenklasse. Außerdem belegte er auch den zweiten Platz bei der Maluti Challenge und bei der Junioren-Austragung von Omloop Het Volk. 2006 fuhr er dann für das südafrikanische Continental Team Konica Minolta. In der Saison 2007 wurde Venter Etappendritter beim Giro del Capo und gewann das Eintagesrennen Dome 2 Dome.
2009 wurde Venter zweifacher südafrikanischer Meister im Einzelzeitfahren, in der Eliteklasse sowie in der U23. 2011 errang er gemeinsam mit Herman Fouche, Reinardt Janse van Rensburg und Louis Meintjes bei den Afrikameisterschaften die Silbermedaille im Mannschaftszeitfahren. 2016 wurde er südafrikanischer Meister im Straßenrennen.
Von der Saisonmitte an fuhr Venter für das südafrikanische Team MTN Qhubeka, dem späteren Team Dimension Data. Für diese Mannschaft bestritt er sieben Grand Tours, die er alle beenden konnte: zweimal den Giro d’Italia, einmal die Tour de France und viermal die Vuelta a España.
Nach Ablauf der Saison 2019 beendete er seine Laufbahn als Aktiver.

## Erfolge
2007
- Dome 2 Dome

2009
- Südafrikanischer Meister – Einzelzeitfahren
- Südafrikanischer Meister – Einzelzeitfahren (U23)

2011
- Afrikameisterschaft – Mannschaftszeitfahren  (mit Herman Fouche, Reinardt Janse van Rensburg und Louis Meintjes)

2012
- Südafrikanische Meisterschaft – Mannschaftszeitfahren

2016
- Südafrikanischer Meister – Straßenrennen

## Grand-Tour-Platzierungen
| Grand Tour            | 2014 | 2015 | 2016 | 2017 | 2018 | 2019 |
| --------------------- | ---- | ---- | ---- | ---- | ---- | ---- |
| Giro d’ItaliaGiro     | –    | –    | 101  | –    | 95   | –    |
| Tour de FranceTour    | –    | –    | –    | 162  | –    | –    |
| Vuelta a EspañaVuelta | 123  | 122  | 145  | –    | –    | 129  |